# Makgadikgadislätten

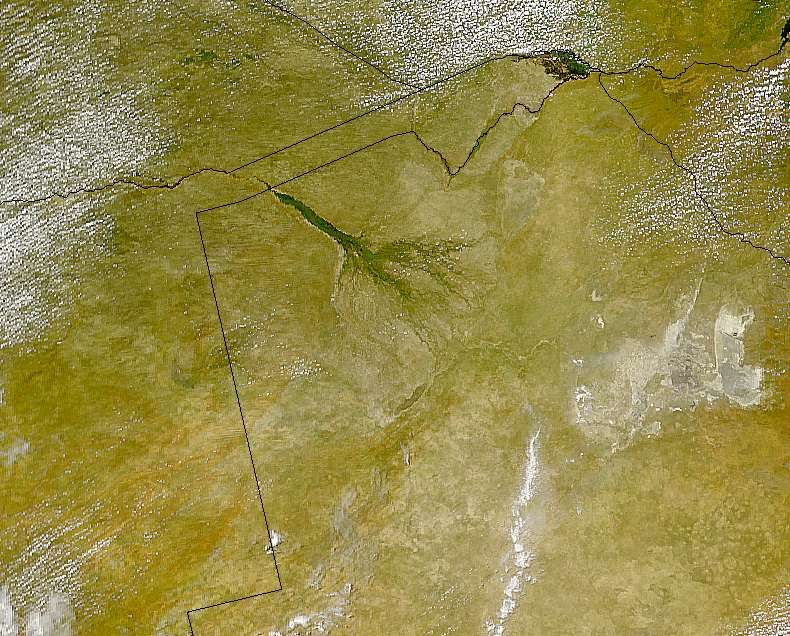
Makgadikgadislätten syns tydligt till höger på satellitbilden över Botswana.

Makgadikgadislätten är en saltslätt i nordöstra Botswana. I praktiken består den av flera separata saltslätter som tillsammans utgör 12 000 kvadratkilometer. De två största slätterna, Ntwetwe och Sua, mäter 106×96 respektive 112×72 kilometer.
Makgadikgadislätten är belägen i Kalahariöknen och upplever därför ett väldigt torrt klimat. Den mesta nederbörden faller under sommarmånaderna oktober till mars och den genomsnittliga årliga nederbörden uppgår till 450–500 millimeter och kommer oftast i form av skyfall som på några timmar kan ge 15–90 millimeter regn.
Förhistoriskt var platsen för saltslätten en stor sjö som täckte större delen av norra Botswana och hade tillströmning från Zambezifloden, Okavangofloden och Chobefloden. Genom åren avtog tillströmningen av nya vattenmassor till sjön genom att floderna ändrade lopp, vilket gjorde att sjön torkade upp och blottlade botten. De enda kvarvarande spåren av sjön är Okavangodeltat i nordvästra Botswana.
Kring dessa "saltpannor" finns nationalparker, till exempel Nxai Pan.
Inget fordon hade någonsin tagit sig över saltslätten, men 2007 tog Jeremy Clarkson, James May och Richard Hammond från Top Gear upp kampen. Jeremy i en Lancia Beta Coupé 1981, James en Mercedes Benz 230E från 1985 och Richard en Opel Kadett från 1963.[källa behövs]